# Max Reuschle
Max Reuschle (* 19. Januar 1890 in Stuttgart; † 31. Oktober 1947 in Sillenbuch) war ein deutscher Schriftsteller und Archivar.

## Leben
Als Sohn bzw. Enkel der Mathematikprofessoren Karl und Karl Gustav Reuschle in Stuttgart geboren besuchte das Humanistische Gymnasium in seiner Heimatstadt und studierte anschließend Architektur und Naturwissenschaften. Er brach dieses Studium jedoch ab und ging nach Berlin, um allgemeine Vorlesungen zu hören und sich seinen dichterischen Interessen zu widmen. In den Ersten Weltkrieg zog er mit einem Ludwigsburger Feld-Artillerie-Regiment. Bei Ypern wurde er im Mai 1916 schwer verwundet; die Folgen beeinträchtigten ihn Zeit seines Lebens. 1917 begann er erneut zu studieren und wurde 1922 in Tübingen promoviert. Anschließend bekam er eine Stelle am Staatsarchiv Stuttgart, die eigens für ihn als Schwerkriegsbeschädigten geschaffen worden war. 1924 unternahm er eine Italienreise und veröffentlichte ein Jahr später seinen ersten Gedichtband „Dom der Seele“. 
Den Nationalsozialismus begrüßte Reuschle euphorisch, auch in verschiedenen literarischen Werken. Der Gedichtband „Volk, Land und Gott“ von 1934 enthält beispielsweise Gedichte wie „Gesang der Deutschen. Zum 30. Januar 1933“ und „Volk baue das Reich; Die alten Götter“. Reuschle beantragte am 27. April 1937 die Aufnahme in die NSDAP und wurde zum 1. Mai desselben Jahres aufgenommen (Mitgliedsnummer 5.890.391). Reuschle wurde auch Mitglied im Schwäbischen Dichterkreis.
Reuschle behauptete nach dem Krieg, sich 1938 radikal vom Nationalsozialismus abgewendet und dem Widerstandskreis um Carl Friedrich Goerdeler angeschlossen zu haben. In seinem Spruchkammerverfahren stufte Reuschle sich selbst als „Antifaschist und Pazifist“ ein. Das Verfahren wurde aufgrund von Reuschles Status als Schwerstversehrter eingestellt. 
Nach Reuschles Tod 1947 veröffentlichte seine christlich engagierte Witwe verschiedene seiner religiösen Gedichte. 1951 zeigte die Deutsche Schillergesellschaft im Schiller-Nationalmuseum in Marbach am Necker eine Ausstellung mit dem Titel „Max Reuschle (1890–1947)“.

## Werke
- Die Gestalt der Gedichtsammlung Mörikes. Diss. masch. Tübingen 1922.
- Dom der Seele. Gedichte. Eugen Salzer Verlag, Heilbronn 1925.
- Theophilus. Legende. Eugen Salzer Verlag, Heilbronn 1926.
- Begrenzung. Gedichte. Georg Müller, München 1930.
- Poseidonia. Hymnen an die Tempel von Paestum. Georg Müller, München 1932.
- Volk, Land und Gott. Deutsche Gesänge. Langen-Müller, München 1935.
- Brudergestirn. Neue Gedichte. Hohenstaufen-Verlag, Stuttgart 1939.
- Wir leben lichte Tore zu bereiten. Weg eines Dichters. Hrsg. von Frieda Margarete Reuschle. Philipp Otto Röhm, Stuttgart 1950.
- Wesensbild. Ausgewählte Gedichte. Hrsg. von Frieda Margarete Reuschle. Philipp Otto Röhm, Stuttgart 1955.

## Auszeichnungen
- 1940: Schwäbischer Dichterpreis